# Animelles
 (septembre 2024).
Si vous disposez d'ouvrages ou d'articles de référence ou si vous connaissez des sites web de qualité traitant du thème abordé ici, merci de compléter l'article en donnant les références utiles à sa vérifiabilité et en les liant à la section « Notes et références ».

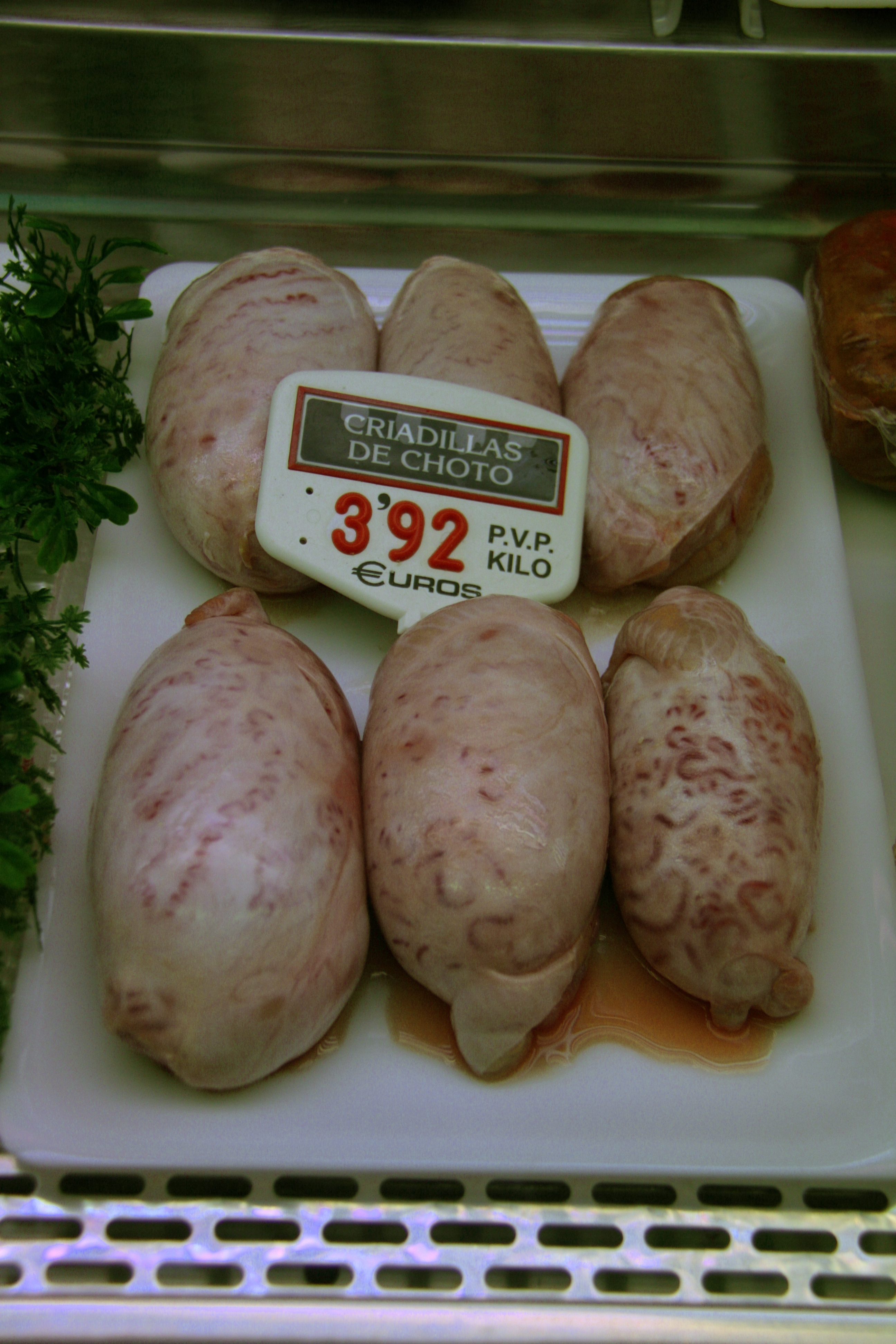
Rognons blancs de boucs.

Le mot animelles — le nom est toujours au féminin pluriel — (ou rognons blancs) est un terme culinaire pour désigner un type d'abats, les testicules de taureau, verrat ou bélier mais plus particulièrement les jeunes béliers, lorsqu'ils sont utilisés dans l'alimentation humaine. Ils sont pelés et, en général, mis à tremper dans l'eau froide pendant deux à trois heures avant la préparation pour dégorger. Ils étaient en vogue autrefois en France, en Espagne, au Portugal et en Italie, mais leur popularité a baissé considérablement depuis la crise de la vache folle. Toutefois, ils sont devenus populaires aux États-Unis sous le nom de Lamb Fries. Au centre-ouest des États-Unis dans le sud de l'Indiana, dans l'Illinois et le Missouri, on consomme les testicules de buffle, taureau ou sanglier sous le nom d'huîtres des Rocheuses (« Rocky Mountains Oysters »). 
Une recette française d'animelles connue sous le nom de friture d'agneau est la suivante. Les animelles sont marinées dans du vinaigre d'estragon, des herbes aromatiques (persil, feuille de laurier et thym) et un oignon haché pendant une heure. Ensuite, elles sont égouttées et arrosées avec du jus de citron, farinées et frites dans du beurre. Elles sont servies garnies de persil.